# Wyspy Palmowe

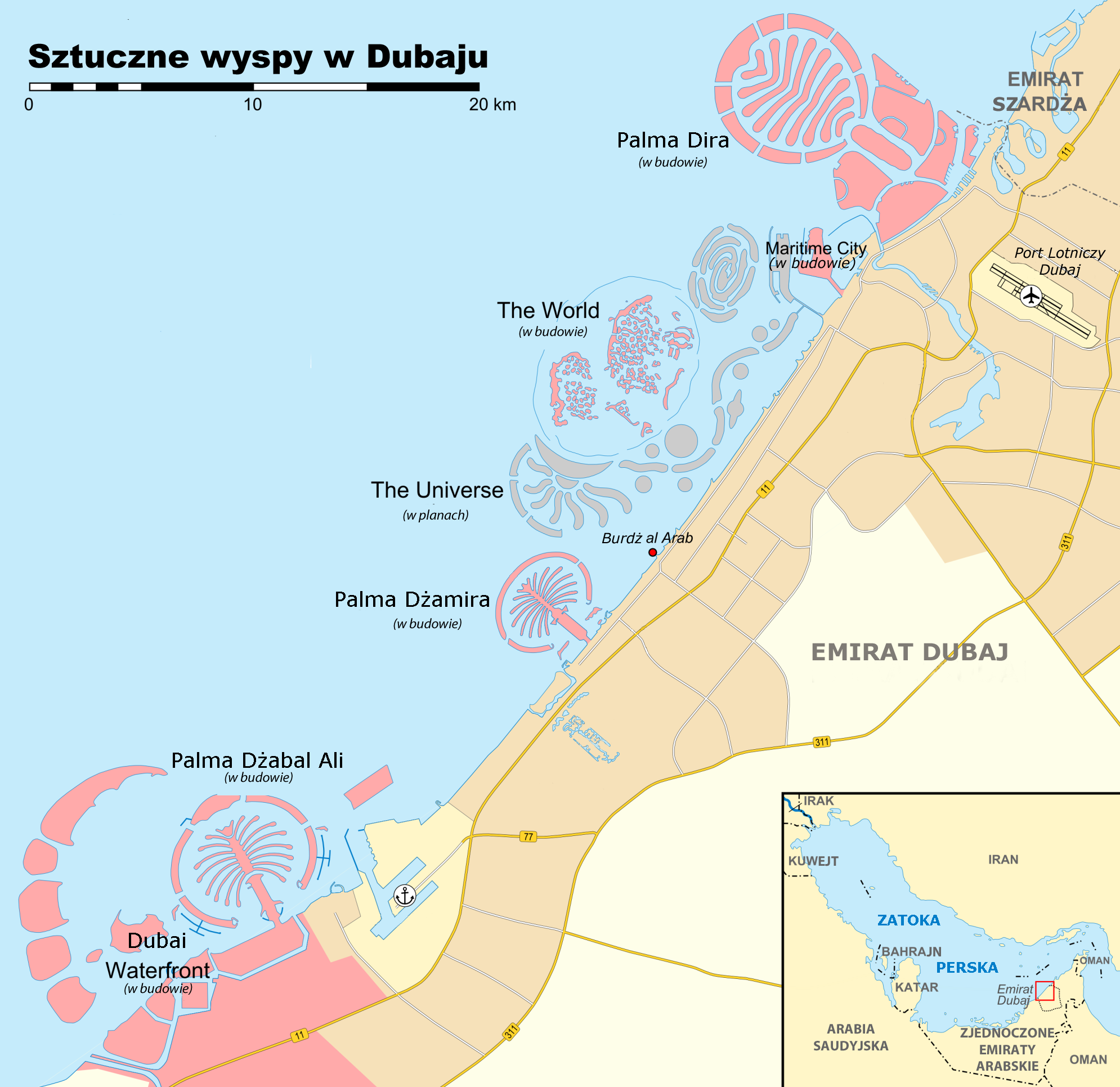
Palm Islands i inne projekty wybrzeża Dubaju

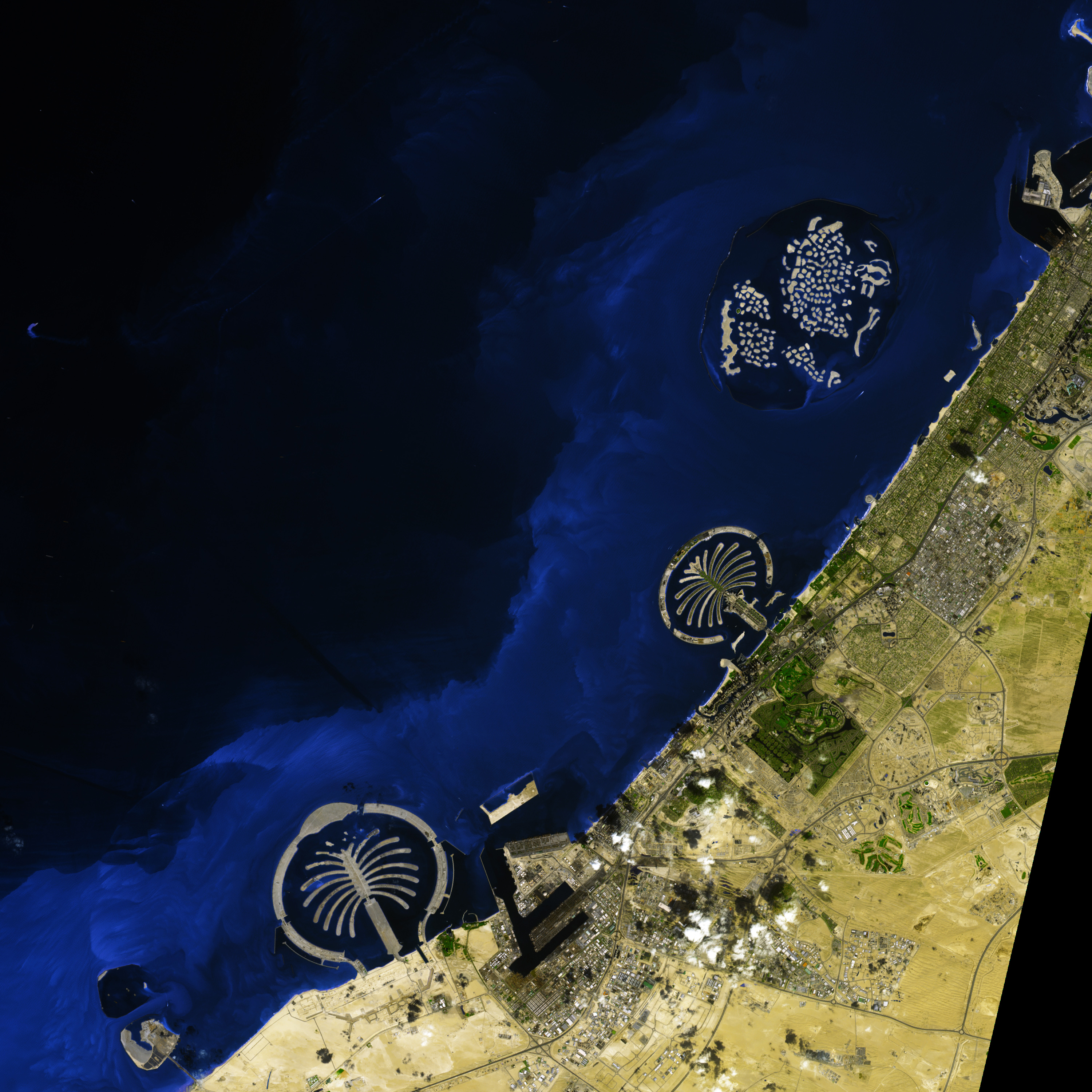
Widok z kosmosu (2009)

Wyspy Palmowe (arab. ‏جزر النخيل‎ Dżazar an-Nachil, ang. Palm Islands) – zespół trzech największych sztucznych wysp na świecie, usypywanych od 2001 roku na dnie szelfu u wybrzeży miasta w Dubaju w Zjednoczonych Emiratach Arabskich. Każda z wysp będzie miała kształt palmy z falochronem dookoła, który będzie je oddzielał od wód Zatoki Perskiej.
Na wybudowanie trzech wysp holenderska firma Van Oord Dredging zużyje 80 000 000 m³ materiału skalnego z dna pobliskiej zatoki.

## Palma Jumeirah (Dżamira)
25°06′28″N 55°08′15″E/25,107778 55,137500

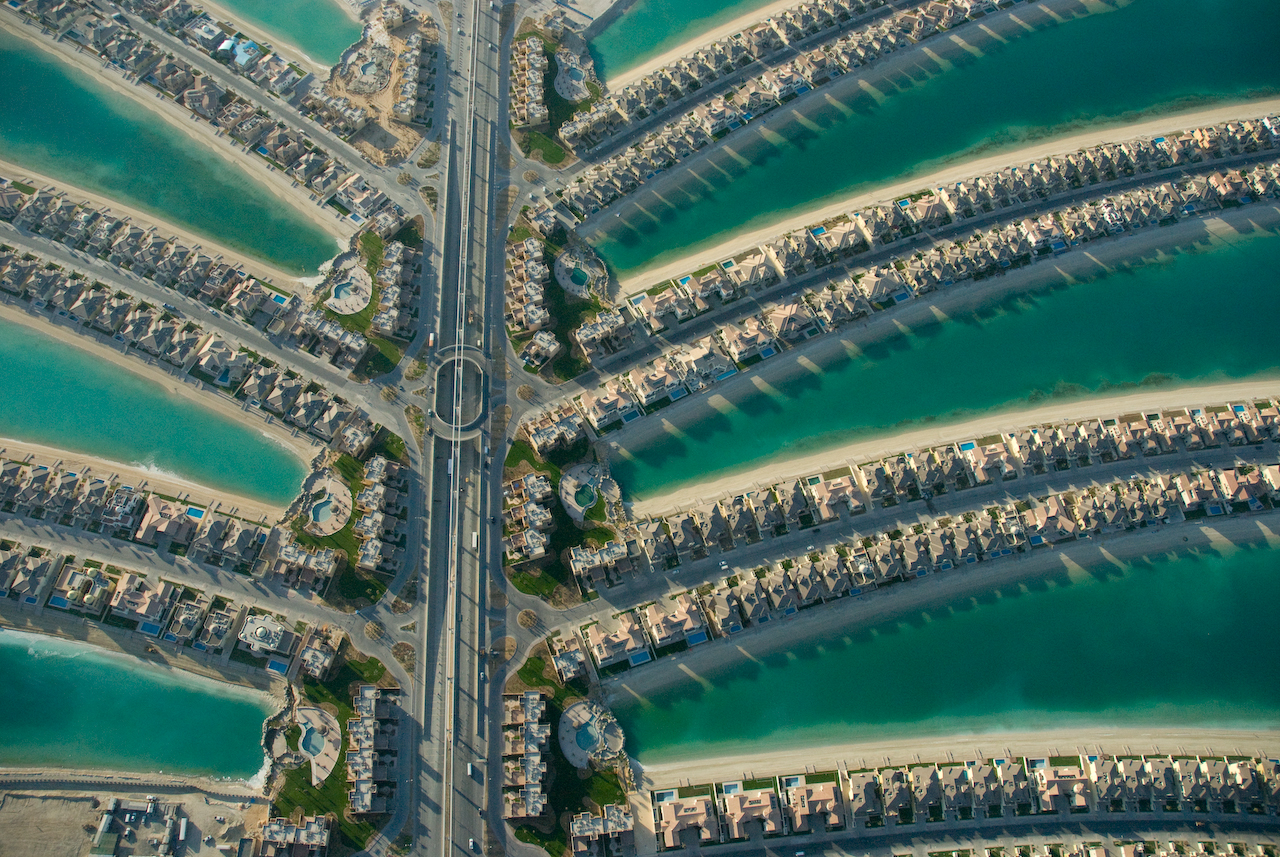
Widok na wybudowane domy

Wyspę zaczęto usypywać w czerwcu 2001 roku. Budowa miała zakończyć się w 2006 roku, ale ukończona została w 2008 roku z powodu zmian w projekcie. Ostatnie projekty budowane na wyspie powinny zostać oddane do użytku w 2009 roku. Wyspa ma mieć charakter ekskluzywny, z licznymi atrakcjami turystycznymi, luksusowymi hotelami i mieszkaniami. Ukończona, będzie miała wymiary 5x5 km i 75 kilometrów linii brzegowej.
U podstawy pnia przy wyjeździe z Palmy, na lądzie, wybudowany zostanie kompleks Dubai Pearl – jedenaście wieżowców zawierających hotele, apartamenty i przestrzeń biurowo-handlową.
Lista budowanych na wyspie projektów:
- Golden Mile – znajdujący się po lewej stronie pnia kompleks budynków mieszkalnych, ekskluzywnych sklepów i restauracji
- Atlantis Hotel – znajdujący się na czubku palmy, w samym środku otaczającej ją korony kompleks luksusowych hoteli
- Palm Trump Hotel & Tower – 48-piętrowy hotel, który wybudowany zostanie w połowie długości pnia
- Jewel of the Palm – dwa symetryczne kompleksy mieszkalne, które powstaną po obu stronach pnia, na jego szczycie, w charakterystycznych trójkątnych wypustkach, otoczonych z trzech stron wodą
- Fairmont Palm Residence – kompleks mieszkalny na pniu
- Lighthouse Hotel and Residence – znajdujący się na okalającej palmę koronie kompleks hotelowo-mieszkaniowy
- The Palm Grandeur – znajdujący się na okalającej palmę koronie kompleks hotelowo-mieszkaniowy, na który składać się będzie hotel i spa Taj Exotica Resort oraz kompleks mieszkalny The Grandeur Residences
- The Palm Residence – znajdujący się po prawej stronie pnia kompleks budynków mieszkalnych An-Nabat i Al-Hasir

Na liściach palmy znajdować będą się domy letniskowe, które zostały wystawione na sprzedaż już w 2004 roku. Domy zostały sprzedane w trzy dni po rozpoczęciu aukcji, a kupowali je także ludzie bardzo sławni np. David Beckham.

## Palma Jebel Ali (Dżabal Ali)
25°00′14″N 54°59′02″E/25,003889 54,983889

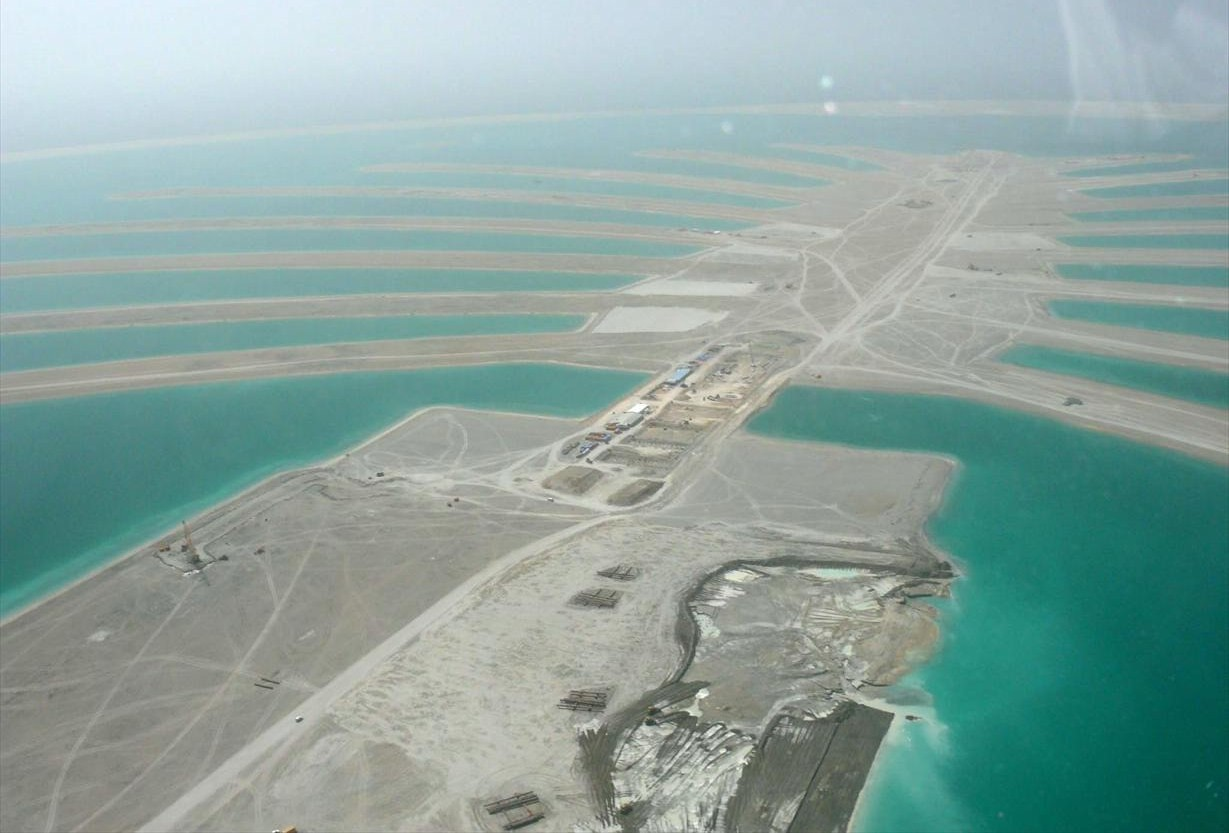
w 2008

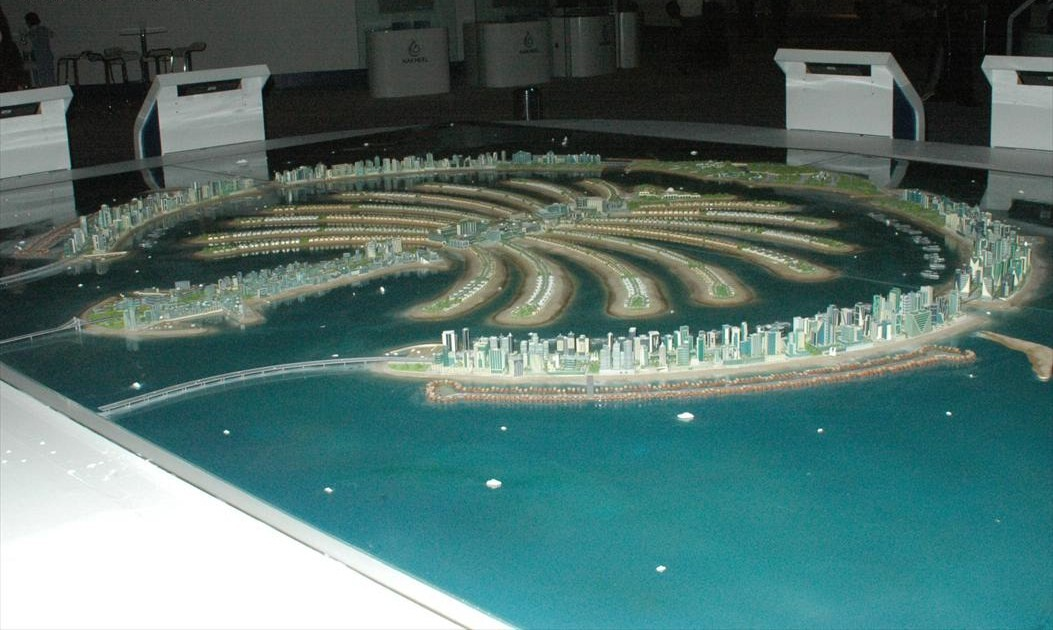
Model

Tworzenie wyspy rozpoczęło się w październiku 2002 roku, a zakończenie formowania kształtu przewidziane jest na rok 2007. Obecnie prace ziemne ukończone są w ponad 90%. Wyspa zaplanowana jest na cele wypoczynkowe. Gdy Dżabal Ali zostanie ukończona, będzie ją otaczać z jednej strony część projektu Dubai Waterfront. Wyspa będzie miała wymiary 7x8 kilometrów i około 120 kilometrów linii brzegowej. Pomiędzy otaczającą wyspę koroną a liśćmi znajdować się będzie linia „domów na wodzie”, wybudowanych na palach, połączonych długim pomostem. Pomost ten, wraz z odchodzącymi od niego budynkami układał się będzie w arabski napis – wiersz szejka Muhammada ibn Raszida al-Maktuma:
Bierz mądrość od mądrych
Potrzeba człowieka wizji, aby pisać po wodzie
Nie każdy, kto jeździ na koniu, jest dżokejem
Wielcy ludzie stają do większych wyzwań
Lista budowanych na wyspie projektów:
- Palm Springs – kompleks mieszkalny na zachodnim krańcu okalającej palmę korony
- The Avenue
- Marina Mall

## Palma Deirah (Dira)
25°20′00″N 55°16′05″E/25,333333 55,268056
Budowa wyspy rozpoczęła się w listopadzie 2004 roku, a spodziewany początkowo termin zakończenia budowy to rok 2009. Obecnie mówi się o roku 2011. W październiku 2006 roku Al Nakheel Properties podał do wiadomości, że obecnie uformowano około 14% lądu i budowniczowie przystępują do utwardzania podłoża pod pierwsze etapy  zabudowy. Nakheel ostrzegł także, że niektórzy inwestorzy mogą spodziewać się odebrania swoich nieruchomości nawet w roku 2014 lub, w skrajnych przypadkach, 2016. Palma Deira będzie największą wyspą w całym projekcie. Przy rozmiarach 9x18 kilometrów będzie większa niż Manhattan, a łączna długość jej brzegów oscylować będzie w granicach 400 kilometrów.

## Inne sztuczne wyspy w Dubaju
- Dubai Waterfront
- The World